# Fiona Docherty
Fiona Docherty (* 1. September 1975 in Taupō) ist eine ehemalige Duathletin und Triathletin aus Neuseeland, die seit 2009 als Läuferin auf der Marathondistanz startet.

## Werdegang
2003 gewann sie in Zofingen (Schweiz) die Powerman-Weltmeisterschaft auf der Duathlon-Langdistanz.
2009 wurde sie Weltmeisterin im Crosslauf auf der Halbmarathonstrecke.
Auch ihr jüngerer Bruder Bevan Docherty (* 1977) war bis 2015 als Triathlet aktiv. Ihr Spitzname ist Fee und sie lebt in Boulder.

## Sportliche Erfolge
| Datum/Jahr    | Rang | Wettbewerb                              | Austragungsort | Zeit     | Bemerkung                   |
| ------------- | ---- | --------------------------------------- | -------------- | -------- | --------------------------- |
| 20. März 2011 |      | New York City Half Marathon             | New York City  | 01:12:49 | auf der Halbmarathonstrecke |
| 10. Okt. 2010 |      | Chicago-Marathon                        | Chicago        | 02:32:17 |                             |
| 25. Apr. 2010 | 22   | London-Marathon                         | London         | 02:37:55 | [ 2 ]                       |
| 23. Aug. 2009 | 41   | Leichtathletik-Weltmeisterschaften 2009 | Berlin         | 02:40:18 | auf der Marathondistanz     |
| 2009          | 1    | Xterra Trail Run World Championships    | Hawaii         | 01:30:05 | Halbmarathon Crosslauf      |

| Datum/Jahr    | Rang | Wettbewerb                                     | Austragungsort | Zeit     | Bemerkung |
| ------------- | ---- | ---------------------------------------------- | -------------- | -------- | --- |
| 21. Okt. 2007 | 16   | ITU Long Distance Duathlon World Championships | Richmond       | 03:58:25 | |
| 15. Sep. 2003 | 1    | Powerman Zofingen                              | Zofingen       | 07:37:47 | Siegerin bei der Powerman-Weltmeisterschaft auf der Duathlon-Langdistanz (10 km Laufen, 150 km Radfahren und 30 km Laufen) |

| Datum/Jahr    | Rang | Wettbewerb                                                   | Austragungsort       | Zeit     | Bemerkung |
| ------------- | ---- | ------------------------------------------------------------ | -------------------- | -------- | --- |
| 10. Aug. 2008 | 2    | 5430 Long Course Triathlon                                   | Boulder              |          | |
| 8. Juni 2008  | 4    | Eagleman Ironman 70.3                                        | Cambridge (Maryland) | 04:36:16 | |
| 1. März 2008  | 6    | Ironman New Zealand                                          | Taupō                | 09:41:56 | Sechste auf der Ironman-Distanz (3,8 km Schwimmen, 180 km Radfahren und 42,2 km Laufen) und damit qualifiziert für einen Startplatz bei der WM auf Hawaii im Oktober |
| 2008          | 3    | Ironman 70.3 Lake Stevens                                    | Lake Stevens         | 04:40:59 | |
| 28. Nov. 2004 | 2    | Ironman Western Australia                                    | Busselton            |          | Zweite hinter der Neuseeländerin Karyn Ballance |
| 26. Sep. 2004 | 2    | Triathlon International de Nice                              | Nizza                |          | |
| 2004          | 3    | Half Ironman UK                                              | Sherborne            | 04:28:15 | |
| 10. Aug. 2003 | 1    | HeidelbergMan                                                | Heidelberg           |          | Sieg vor Katja Schumacher |
| 27. Juli 2002 | 2    | DTU Internationale Deutsche Meisterschaft im Mitteltriathlon | Immenstadt           | 04:52:46 | beim Allgäu Triathlon Zweite hinter der Deutschen Ines Estedt (2 km Schwimmen, 92 km Radfahren und 21 km Laufen)                                                     |
| 1999          | 2    | Triathlon de Obernai                                         | Obernai              | 02:23:37 | bei der Erstaustragung im Elsass |

(DNF – Did Not Finish)